# Khu bảo tồn vườn quốc gia Nahanni
Khu bảo tồn vườn quốc gia Nahanni là một vườn quốc gia nằm tại Dehcho, Các Lãnh thổ Tây Bắc, Canada. Nó nằm cách khoảng 500 km (311 dặm) về phía tây của thủ phủ Yellowknife. Nahanni bảo vệ một phần khu vực tự nhiên của Dãy núi Mackenzie. Trung tâm của vườn quốc gia này là sông Nam Nahanni. Bốn hẻm núi đáng chú ý đạt độ sâu 1.000 m (3.300 ft), lần lượt được gọi theo thứ tự từ một tới bốn. Tên Nahanni bắt nguồn từ tiếng Dene bản địa của khu vực, Nahʔa Dehé có nghĩa là sông trên vùng đất của người Nahʔa.:87, là bộ tộc được suy đoán là tổ tiên của người Navajo ngày nay.

## Lịch sử
Người Dene đôi khi được gọi là Slavey là những người đã sử dụng các vùng đất xung quanh Khu bảo tồn Vườn quốc gia Nahanni hàng ngàn năm. Con người định cư ở khu vực này được ước tính cách đây 9.000-10.000 năm trước. Bằng chứng về việc con người sử dụng từ thời tiền sử đã được tìm thấy tại hồ Yohin và một vài địa điểm khác trong vườn quốc gia. Lịch sử truyền miệng của địa phương có nhiều tài liệu tham khảo về bộ tộc Naha, một nhóm người dân ở vùng núi đã từng tấn công các khu định cư ở vùng đất thấp liền kề. Những người này được cho là đã biến mất nhanh chóng và bí ẩn.
Tiếp xúc với các thương nhân buôn lông thú châu Âu lan rộng tới khu vực này vào thế kỷ 18, và được nhân lên khi Alexander Mackenzie thăm dò sông Mackenzie (Deh Cho), và xây dựng các điểm giao dịch tại Fort Simpson và Fort Liard. John McLeod, một nhà thám hiểm người Scotland cùng với Mackenzie, cả hai đều là quản lý công việc tại đây. Trong thế kỷ 19, hầu hết các gia đình Dene rời bỏ lối sống du mục của họ và định cư tại các cộng đồng dân cư lâu dài hơn, thường gần với các điểm giao dịch bán lông thú. Các khu định cư thường xuyên được thành lập tại các địa điểm như Nahanni Butte, Fort Liard và Fort Simpson.

## Địa lý
Một số dạng địa hình trong vườn quốc gia này mất hàng triệu năm để hình thành, và cung cấp cho nó một sự đa dạng không thể nhìn thấy tại bất kỳ vườn quốc gia nào khác ở Canada. Trầm tích còn sót lại của một biển nội hải cổ đại cách đây từ 500-200 triệu năm trước. Những lớp đá được xếp chồng lên nhau khoảng 6 km (3,7 mi) và chứa đầy các hóa thạch, tàn dư của đáy biển cổ này. Khi các lục địa chuyển dịch, mảng Bắc Mỹ và Thái Bình Dương va chạm, đẩy các lớp đá lên trên. Đỉnh của đá bị phá vỡ và cong xuống tạo thành dãy núi như hiện tại. Tác động tương tự này cũng gây ra hoạt động núi lửa, dung nham nóng chảy. Mặc dù không có núi lửa trong vườn quốc gia, nhưng các tháp đá nóng được gọi là Batholith hình thành, đẩy trầm tích dày lên. Lớp đá trầm tích trên cùng sau đó đã bị xói mòn, tạo thành các tháp đá granit.:5
Trong hai triệu năm qua, các sông băng đã bao phủ hầu hết Bắc Mỹ. Trong khi thời kỳ băng hà ảnh hưởng đến khu vực vườn quốc gia, gần đây nhất là kỳ băng hà Wisconsin (85.000-10.000 năm trước) chỉ chạm vào phần phía tây và phía đông của vườn quốc gia. Điều này đã để lại nhiều tính năng địa chất trong vườn quốc gia này có nhiều thời gian để phát triển hơn so với hầu hết các khu vực khác ở Bắc Mỹ.:9
Đặc điểm trung tâm của vườn quốc gia là sông Nam Nahanni chạy dọc theo chiều dài của vườn quốc gia, bắt đầu gần Moose Ponds và kết thúc khi nó giao với sông Liard gần Nahanni Butte. Nam Nahanni là một ví dụ hiếm hoi của một con sông tiền sử. Những ngọn núi tăng đủ chậm, và con sông đủ mạnh đến mức nó duy trì dòng chảy của nó trong suốt lịch sử, có nghĩa là nó có trước khi những ngọn núi hình thành lên. Khi con sông đang uốn khúc, những hẻm núi được nó chạm khắc cũng uốn khúc theo. Hầu hết du khách chỉ ghé thăm Thác nước Virginia (Nailicho) trên sông Nam Nahanni.
Có bốn hẻm núi chính nằm dọc theo sông Nam Nahanni, được đặt tên bởi những người tìm kiếm, đánh số khi họ đi ngược theo con sông. Hẻm núi thứ tư, còn được gọi là Painted Canyon hay Five Mile Canyon do chiều dài của nó, bắt đầu từ thác Virginia, và được tạo thành khi thác bị làm xói mòn đá vôi xung quanh sông. Hẻm núi thứ ba chạy qua Dãy Funeral, dài khoảng 40 km (25 dặm). Bởi vì các bức tường bao gồm một tầng đá phiến, đá sa thạch và đá vôi, hẻm núi này có những sườn dốc dài thay vì dốc, những bức tường bằng phẳng. Big Bend là điểm mà con sông chạy nghiêng 45 độ, đánh dấu sự kết thúc của hẻm núi thứ ba và sự bắt đầu của hẻm núi thứ hai. Hẻm núi thứ hai dài 15 km (9,3 mi), nó chạy qua dãy Headless. Hẻm núi thứ nhất được coi là đẹp nhất. Bắt đầu sau Thung lũng Deadmen, hẻm núi tự hào có những bức tường đá cao nhất, thẳng đứng nhất, cắt xuyên qua đá vôi rất bền. Nó kết thúc gần Kraus Hotsprings, với chiều dài khoảng 30 km (19 dặm). Sau đó, con sông chảy chậm lại qua các nhánh nhỏ, băng qua ranh giới của vườn quốc gia và đến gần với nhau tại khu vực gần làng Nahanni Butte. Qua khỏi thị trấn, Nam Nahanni hợp lưu vào dòng sông Liard.:16
Những ngọn núi đáng chú ý gồm có núi Nirvana cao 2.773 m (9.098 ft) là ngọn núi cao nhất tại Các Lãnh thổ Tây Bắc. Xa hơn về phía bắc là ngọn núi Sir James MacBrien ở độ cao 2.759 m (9.052 ft) là ngọn cao núi cao thứ hai. Nó được đặt theo tên của người đứng đầu lực lượng Dân quân Canada trong những năm 1920 là thiếu tướng James Howden MacBrien. Một ngọn núi đáng chú ý khác là Lotus Flower Tower nằm trên sườn tây nam của Sir James MacBrien 2.570 m (8.430 ft) là nơi có bức tường đá dựng thẳng đứng tuyệt đối. 

## Hình ảnh

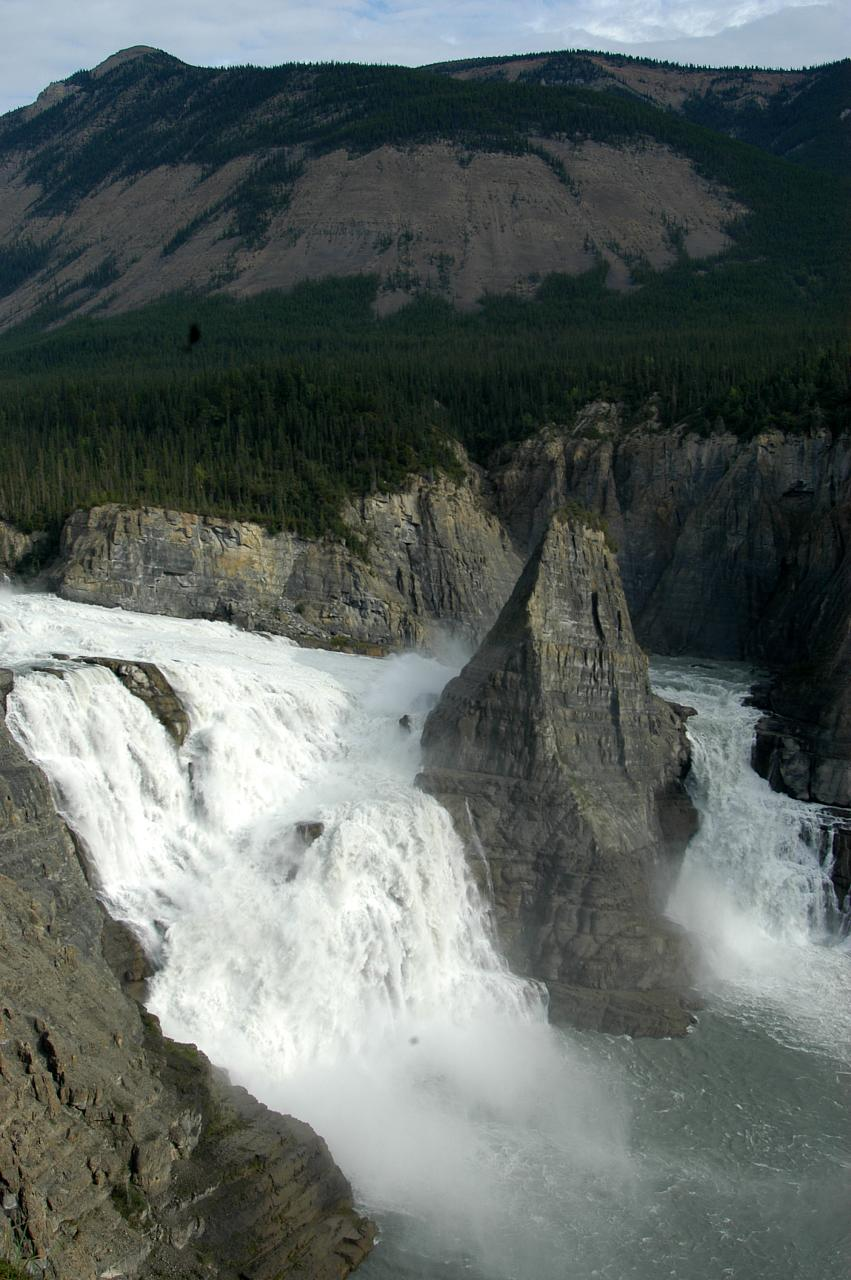
Thác nước Virginia
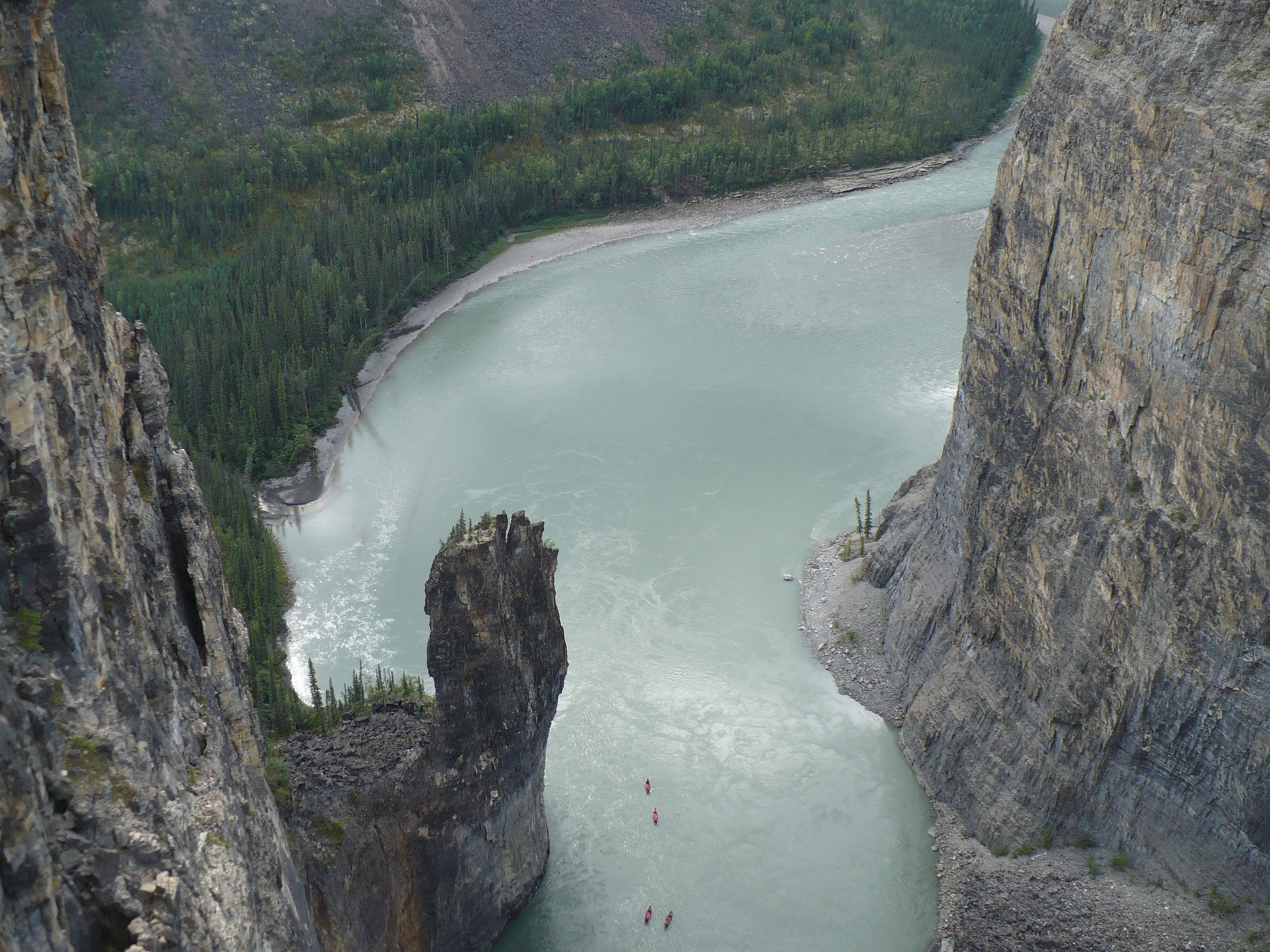
Một khe núi hẹp của sông Nahanni